# Elizabeth Schuyler Hamilton
Elizabeth Hamilton z domu Schuyler, nazywana też „Elizą” lub „Betsey” (ur. 9 sierpnia 1757 w Albany, zm. 9 listopada 1854 w Waszyngtonie) – współzałożycielka i wicedyrektorka pierwszego prywatnego sierocińca w Nowym Jorku. Jej mężem był Alexander Hamilton, ojciec założyciel Stanów Zjednoczonych.

## Życiorys

### Dzieciństwo i rodzina
Urodziła się w Albany jako druga córka Philipa Schuylera, generała z czasów wojny o niepodległość Stanów Zjednoczonych, i Catherine, z domu Van Rensselaer. Miała czternaścioro rodzeństwa, z którego siedmioro dożyło wieku dorosłego, w tym Angelica Schuyler Church i Margarita „Peggy” Schuyler Van Rensselaer.
Rodzina Van Rensselaer była jedną z najbogatszych i najbardziej wpływowych w stanie Nowy Jork. Wywodziła się z bogatych posiadaczy ziem, którzy osiedlili się w Albany w połowie XVII wieku. Jej ojciec posiadał niewolników, więc Elizabeth dorastała wśród niewolniczego środowiska. Pomijając niepokój podczas wojny o panowanie w Ameryce Północnej, w której walczył jej ojciec, nieopodal rodzinnego domu, dzieciństwo Elizabeth przebiegało spokojnie, na nauce czytania i szycia pod okiem matki.
W młodości poznała Benjamina Franklina, który często zostawał w gości u rodziny Schuyler podczas swoich podróży. Była także nazywana „chłopczycą”, przez całe życie była osobą impulsywną i o silnej woli, co często zauważali ludzie z jej otoczenia. James McHenry, jeden z adiutantów George’a Washingtona, powiedział, że „była silną osobowością, o niezwykłej głębi i cieple, bez względu na to, czy kontrolowaną, czy święcącą od wewnątrz, przebijającą się przez wybuchową ekspresję uczuć”.

### Małżeństwo
W 1780 roku wyjechała do swojej ciotki Gertrude Schuyler Cochran w Morristown, gdzie poznała Alexandra Hamiltona, jednego z adiutantów Washingtona, który stacjonował z wojskiem w Morristown; zetknęli się już raz około dwa lata wcześniej, gdy Hamilton spotkał się z rodziną Schuyler, wracając z negocjacji w imieniu Washingtona. Przebywając w Morristown, Elizabeth zaprzyjaźniła się także z Marthą Washington, przyjaźń ta utrzymywała się przez całą długość karier politycznych ich mężów.
Związek Elizabeth z Hamiltonem szybko się rozwijał, nawet gdy opuścił on Morristown na krótką misję w celu negocjacji wymiany więźniów, zaledwie miesiąc po przyjeździe Elizy. Po powrocie do Morristown, gdzie zdążył przybyć już Philip Schuyler, jako reprezentant na Kongres Kontynentalny, para zdążyła się już zaręczyć. Ojciec pobłogosławił te zaręczyny (dwie siostry Elizabeth, Angelika i Catherine, uciekły, aby wziąć ślub). Hamilton, wraz z armią, opuścił miasto w czerwcu 1780 roku. We wrześniu tego samego roku Eliza dowiedziała się, że major John André, dowódca Brytyjskich Służb Specjalnych, został wzięty w niewolę wskutek udaremnionego spisku, obmyślonego przez generała Benedicta Arnolda, mającego na celu poddanie twierdzy West Point Brytyjczykom. André był gościem w domu rodziny Schuylerów jako jeniec wojenny na drodze do Pensylwanii w 1775 roku. Eliza, wówczas siedemnastolatka, mogła wpaść w młodzieńcze zauroczenie widząc młodego oficera. Hamilton obiecał Elizabeth, że zrobi wszystko co może, aby potraktować Brytyjczyka łagodnie. Poprosił nawet Washingtona, aby spełnić ostatnie życzenie André, którym była śmierć przez rozstrzelanie, lecz nie odniosło to skutku. Po dwóch miesiącach rozłąki, wypełnionej listami, 14 grudnia 1780 roku, Alexander Hamilton i Elizabeth Schuyler wzięli ślub w posiadłości rodzinnej Schuylerów.
Po krótkim miesiącu miodowym Hamilton wrócił do służby wojskowej na początku stycznia 1781 roku. Eliza wkrótce dołączyła do niego w New Windsor, gdzie stacjonowała wówczas armia Washingtona, oraz odnowiła swoją przyjaźń z Marthą Washington. Niedługo później, Hamilton i Washington się pokłócili, przez co nowożeńcy znowu się przenieśli, tym razem do domu Philipa Schuylera w Albany, po czym do nowego domu w okolicy New Windsor. W tym miejscu Eliza zajęła się tworzeniem ogniska domowego oraz pomagała Alexandrowi w pisaniu. Części liczącego 31 stronic listu do Roberta Morrisa, przedstawiającego znaczną część wiedzy ekonomicznej, która później przysłużyła się Alexandrowi w karierze politycznej, są pisane pismem Elizabeth.
Jednak niedługo Eliza musiała się po raz kolejny przeprowadzić, tym razem znowu do domu swoich rodziców w Albany. Było to prawdopodobnie podyktowane ciążą. W styczniu urodziła pierworodnego syna Philipa, nazwanego po ojcu Elizabeth. Wówczas Alexander pisał do niej wiele listów, zapewniając ją o swoim bezpieczeństwie, oraz zdradzając niektóre tajemnice wojskowe, takie jak zamiar oblężenia Yorktown tej jesieni. W międzyczasie brytyjscy żołnierze przeprowadzali atak na Pastures, gdzie mieszkała Eliza, Angelica i pozostali członkowie rodziny. Wszyscy wyszli z tego zdarzenia bez szwanku, dzięki szybkiej reakcji ich siostry Peggy.

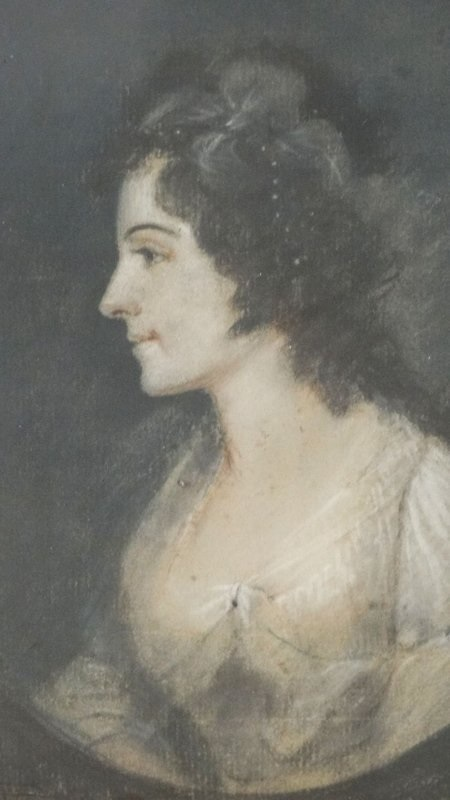
Portret Elizabeth Hamilton, którego autorem jest James Sharples, ok. 1795 r.

Po oblężeniu Yorktown Alexander wrócił do Elizy w Albany, gdzie mieszkali przez następne dwa lata, aż do przenosin do Nowego Jorku pod koniec 1783 roku. Wcześniej w tym roku, Angelica i jej mąż, John Barker Church, z powodów finansowych byli zmuszeni do wyprowadzenia się do Londynu. Angelica mieszkała za granicą przez ponad czternaście lat, wracając z wizytą do Ameryki w 1785 i 1789. 25 września 1784 roku urodziło się drugie dziecko Elizabeth, Angelica, nazwana po starszej siostrze swojej matki.
W 1787 roku Ralph Earl namalował portret Elizabeth. W tym czasie miała trójkę małych dzieci (trzecie, syn Alexander Jr., urodziło się w maju 1786) i była już w ciąży z czwartym, Jamesem Alexandrem, który urodził się w kwietniu 1788 roku.
Poza własnymi dziećmi, Alexander i Eliza w 1787 roku przyjęli do swojego domu Frances Antill, sierotę, Edwarda Antilla, którego żona niedawno zmarła. Dwa lata później, porucznik Antill zmarł w Kanadzie. Frances, nazywana też „Fanny”, mieszkała z państwem Hamilton przez kolejne dziesięć lat; gdy jej starsza siostra wzięła ślub, zabrała ją do własnego domu.
Hamiltonowie prowadzili aktywne życie publiczne, często uczęszczając do teatru i na bale. „Miałam niewiele z prywatnego życia w tych czasach”, wspominała Elizabeth. Gdy Thomas Jefferson wrócił z Paryża w 1790 roku, ona i Alexander urządzili dla niego ucztę. Kiedy jej mąż został Sekretarzem Skarbu w 1789 roku, jej społeczne obowiązki znacznie wzrosły.
Elizabeth stale pomagała swojemu mężowi przez całą jego polityczną karierę, służąc jako pośrednik między nim a wydawcą podczas pisania przez Alexandra „Federalisty”, kopiując części jego argumentacji wobec utworzenia Pierwszego Banku Stanów Zjednoczonych, czy też siedząc z nim, aby mógł czytać jej na głos „Adres pożegnalny George’a Washingtona”, gdy go pisał. W międzyczasie zajmowała się wychowywaniem dzieci (piąte z nich, John Church Hamilton, urodziło się w sierpniu 1792 roku) i doglądała ich siedzib poprzez stałe przeprowadzki między Nowym Jorkiem, Filadelfią oraz Albany. Przebywając w Filadelfii, w okolicach 24 listopada 1794 roku, Elizabeth poroniła. W tym czasie jej najmłodsze dziecko było ciężko chore, a ona sama przeżywała nadmierny stres, martwiąc się o swojego męża, gdy ten wyruszył z armią aby spacyfikować Whiskey Rebellion. Hamilton wówczas natychmiast zrezygnował ze swojego stanowiska Sekretarza Skarbu, aby pracować jako prawnik w Nowym Jorku i być bliżej swojej rodziny.
W lipcu 1804 roku Alexander Hamilton wdał się w publiczną dysputę z trzecim wiceprezydentem Stanów Zjednoczonych, Aaronem Burrem, co ostatecznie doprowadziło do słynnego pojedynku Burr–Hamilton, który zakończył się śmiercią małżonka Elizabeth. Alexander Hamilton zmarł 12 lipca 1804 roku, ze swoją żoną i dziećmi obok niego.

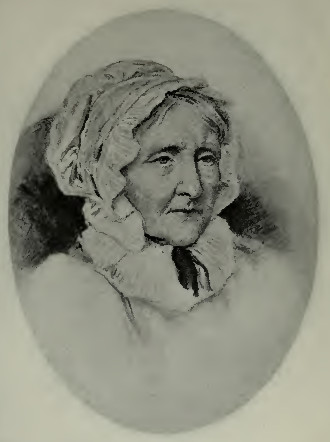
Eliza w wieku 94 lat

## Późniejsze życie
Rok przed śmiertelnym dla Alexandra pojedynkiem niespodziewanie zmarła matka Elizy, Catherine Schuyler, a zaledwie kilka miesięcy po nim zmarł też jej ojciec, Philip Schuyler. W tym czasie zmarła także dwójka jej rodzeństwa: Peggy i John.
Po śmierci męża w 1804 Eliza musiała sama spłacić długi Hamiltonów. Ich dom, nazywany „The Grange”, który stanowiła 35-akrowa posiadłość na górnym Manhattanie, został sprzedany na publicznej aukcji, jednakże później była ona go w stanie odkupić za pół ceny. W listopadzie 1833 roku, w wieku 76 lat, Eliza ostatecznie sprzedała ten dom za 25 tysięcy dolarów, sama zakupując Hamilton-Holly House, gdzie mieszkała przez dziewięć lat z dwójką swoich dorosłych dzieci, Alexandrem Hamiltonem Jr. i Elizą Hamilton-Holly, oraz ich małżonkami. W 1848 roku opuściła Nowy Jork, aby przenieść się do Waszyngtonu, gdzie mieszkała ze swoją owdowiałą córką Elizą do 1854 roku.
Eliza podtrzymywała pamięć o swoim mężu. Uporządkowała wszystkie jego listy i pisma z pomocą syna Johna Churcha Hamiltona; wiele z nich się zachowało dzięki publikacji biografii Alexandra Hamiltona autorstwa Johna Churcha. Była tak wierna pismom Alexandra, że wokół swojej szyi nosiła mały pakunek, zawierający fragmenty sonetu, który napisał dla niej Hamilton we wczesnym okresie ich zalotów. Mając już ponad dziewięćdziesiąt lat, stale była oddana działalności charytatywnej. Po przeprowadzce do Waszyngtonu pomagała Dolley Madison zbierać środki finansowe w celu budowy pomnika Waszyngtona.
Zmarła 9 listopada 1854 roku w wieku 97 lat. Przeżyła swojego męża o pięćdziesiąt lat i całe swoje rodzeństwo, z wyjątkiem jednej siostry, Catherine, młodszej od Elizy o dwadzieścia cztery lata. Została pochowana na cmentarzu obok kościoła św. Trójcy w Nowym Jorku.

## Dzieci

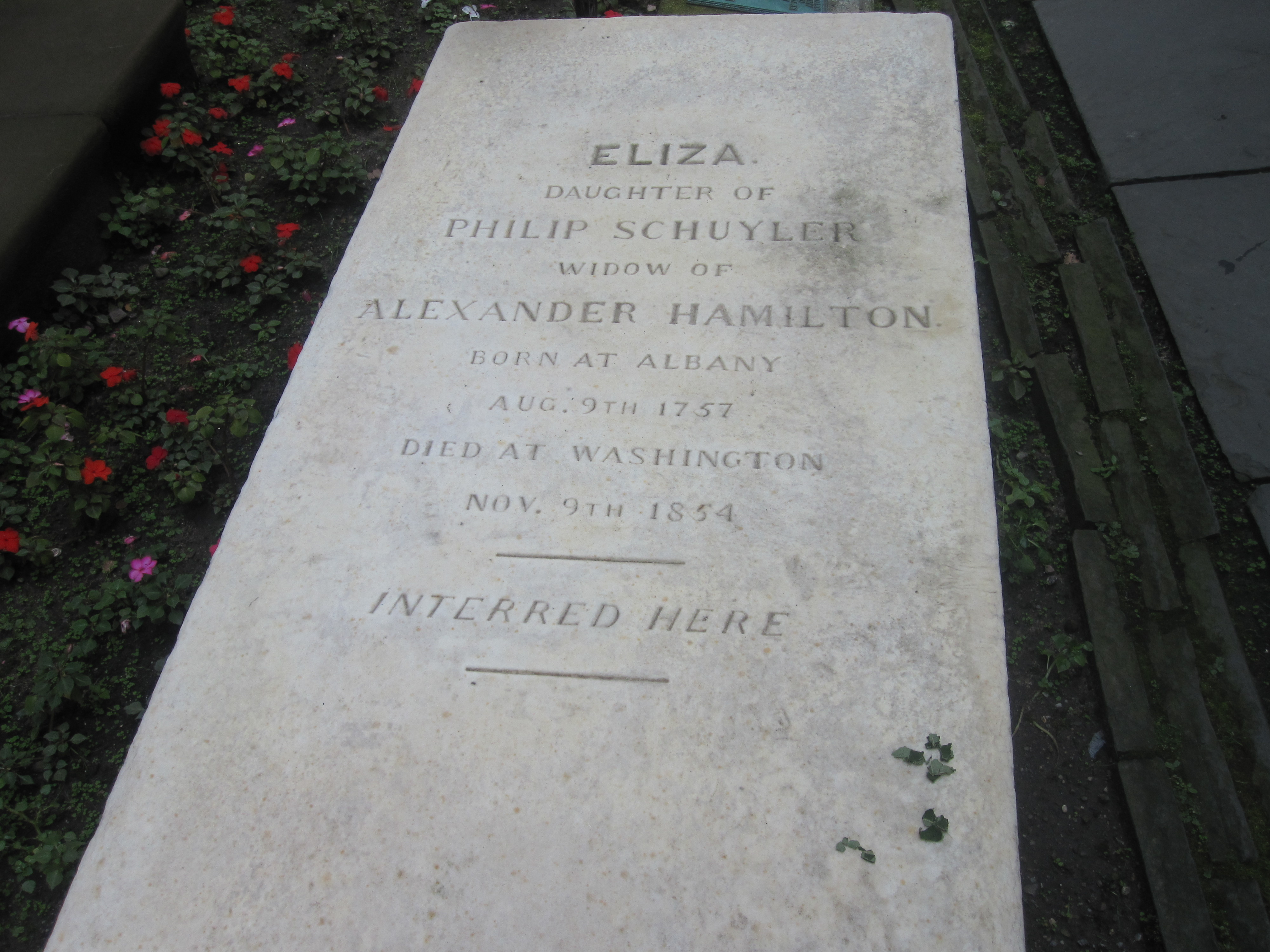
Grób Elizabeth Hamilton

Elizabeth i Alexander Hamilton mieli ośmioro dzieci:
- Philip (22 stycznia 1782 – 23 listopada 1801), który zginął w pojedynku trzy lata przed śmiertelnym pojedynkiem swojego ojca[31].
- Angelica (25 września 1784 – 6 lutego 1857), która doznała załamania psychicznego po śmierci starszego brata i dożyła wieku 72 lat w stanie opisywanym jako „wieczne dzieciństwo”, nie mogąc zadbać o siebie[32].
- Alexander Jr. (16 maja 1786 – 2 sierpnia 1875)
- James Alexander (14 kwietnia 1788 – 24 września 1878)
- John Church (22 sierpnia 1792 – 25 lipca 1882)
- William Stephen (4 sierpnia 1797 – 9 października 1850)
- Eliza (20 listopada 1799 – 17 października 1859), która poślubiła Sidneya Augustusa Holly.
- Philip, nazywany „Little Phil” (1 czerwca 1802 – 9 lipca 1884), nazwany po swoim starszym bracie, który zmarł rok przed jego narodzinami.

Hamiltonowie wychowali także Frances (Fanny) Antill, córkę przyjaciela Alexandra, która mieszkała z nimi przez dziesięć lat, począwszy od 1787 roku, gdy miała dwa lata.

dzieci Elizabeth
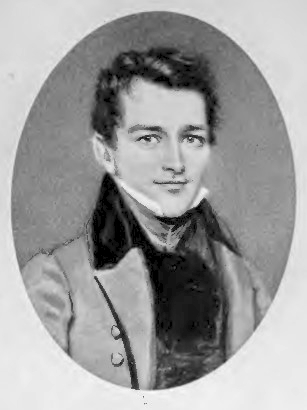
Philip
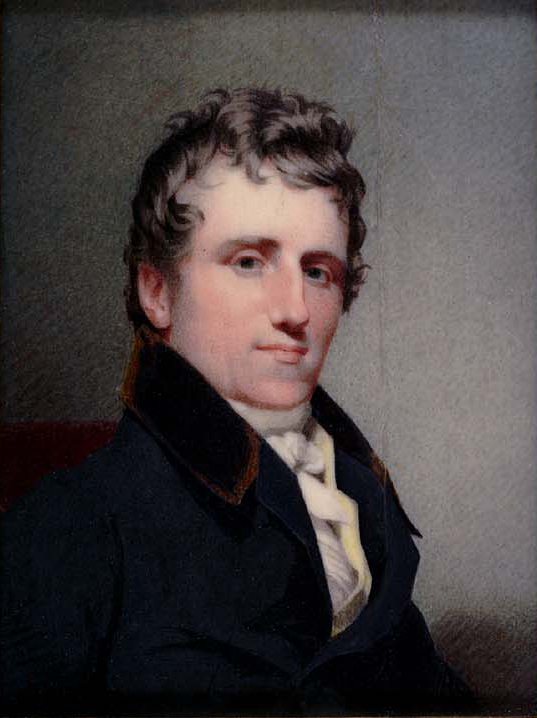
John Church
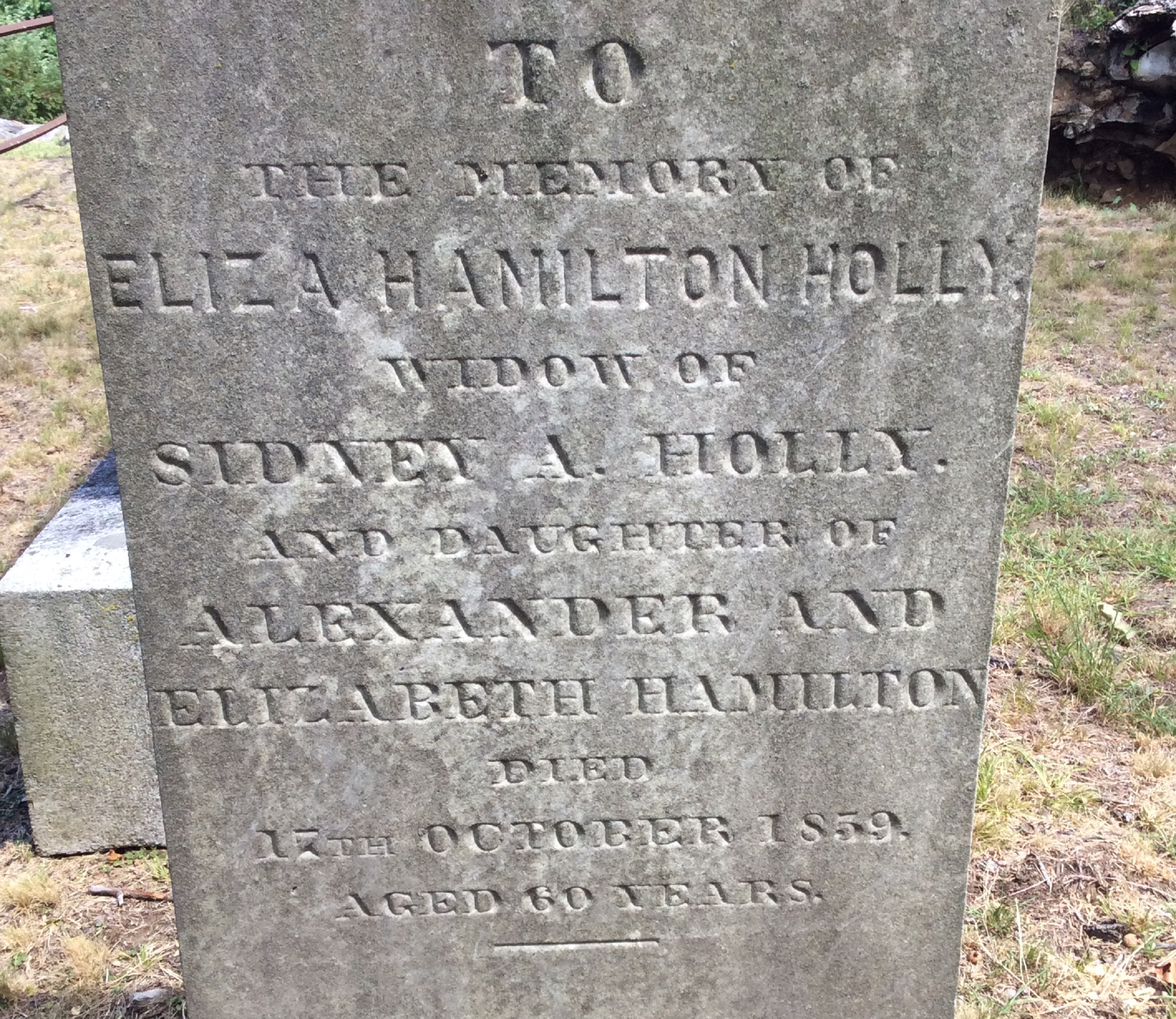
pochówek Elizy
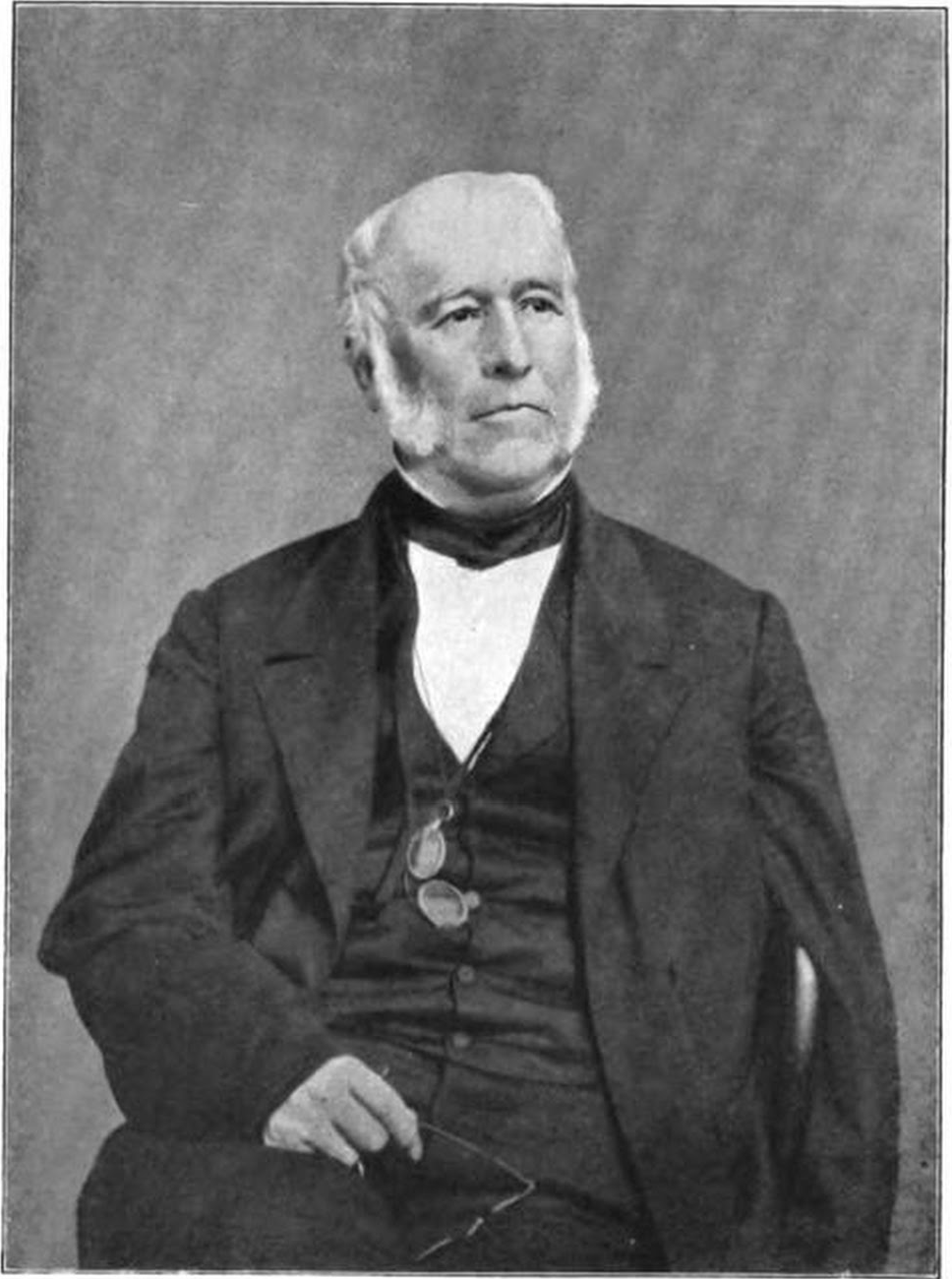
Philip jr. „Little Phil”

## W kulturze masowej
- Doris Kenyon(inne języki) zagrała Betsy w filmie Alexander Hamilton z 1931 roku[33].
- Postać Elizy pojawia się w broadwayowskim musicalu Lin-Manuela Mirandy, Hamilton, opowiadającym o życiu Alexandra Hamiltona. Jej rolę zagrała Phillipa Soo i otrzymała za nią nominację do nagrody Tony Award[34]. W musicalu, jej postać pojawia się po raz pierwszy w piosence The Schuyler Sisters.